# Brown Candover
Brown Candover est un village du Hampshire, en Angleterre. Il est situé dans le centre du comté, à 8 km au nord de la ville de New Alresford. Administrativement, il relève du district de Basingstoke and Deane. Avec le hameau voisin de Chilton Candover, il forme la paroisse civile de Candovers, qui comptait 236 habitants au recensement de 2011.

## Étymologie
Le nom Candover est attesté vers 880 sous la forme Cendefer. Il fait référence à la Candover (en), un affluent de l'Itchen dont le nom est d'origine celtique et signifie « les eaux agréables ». Le préfixe Brown apparaît à la fin du XIIIe siècle pour le distinguer du village voisin de Preston Candover et indique qu'il était alors la propriété d'une famille Brun.

## Histoire
Dans son testament, établi dans les années 880, le roi du Wessex Alfred le Grand lègue le domaine de Kingsclere à sa fille cadette Æthelgifu.